# Pleterje (gmina Krško)
Pleterje – wieś w Słowenii, w gminie Krško. W 2018 roku liczyła 185 mieszkańców.